# アカデミア・フィラルモニカ・ディ・ボローニャ

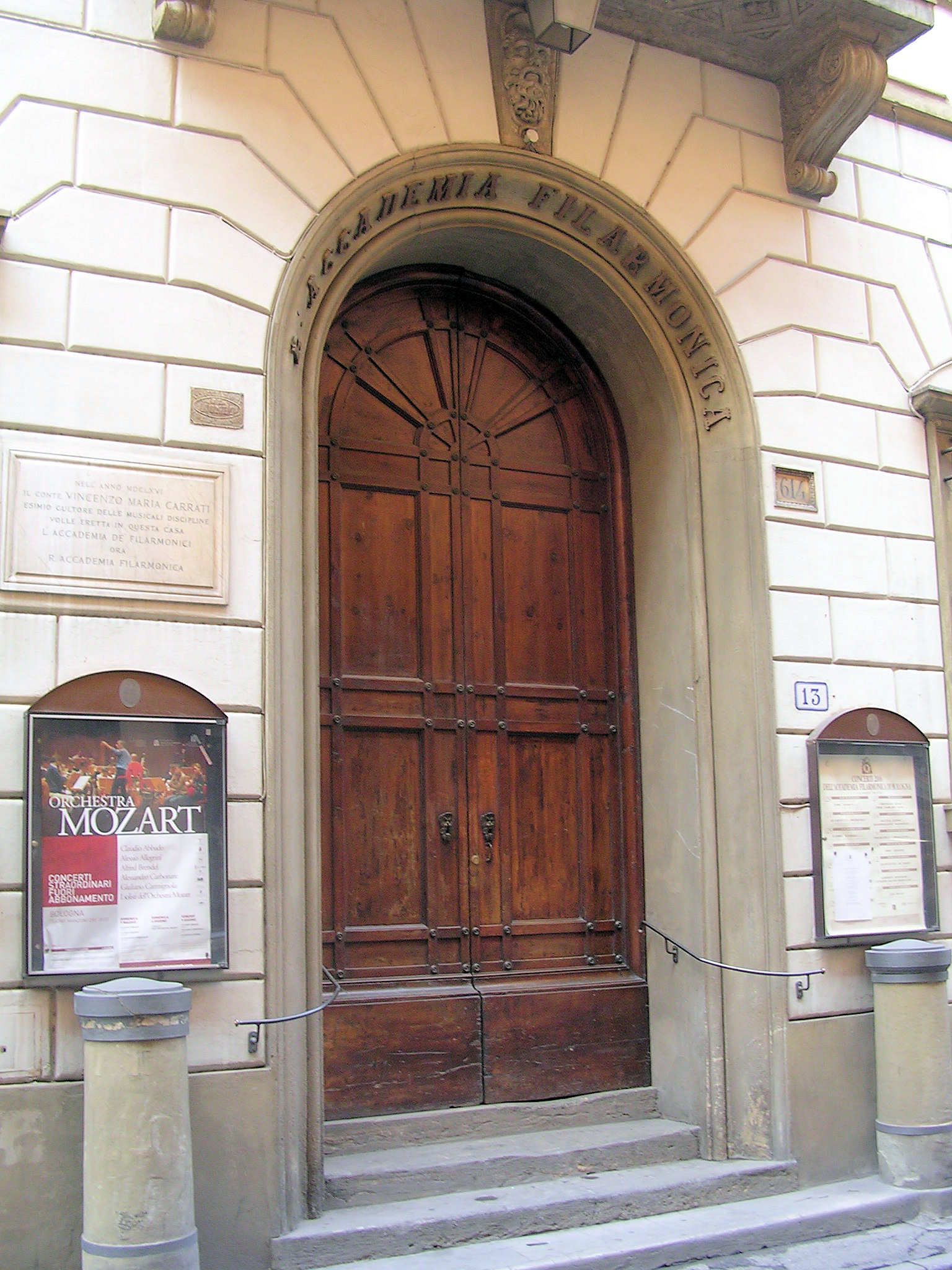
アカデミア・フィラルモニカの本部があるパラッツォ・カラッティ

アカデミア・フィラルモニカ・ディ・ボローニャ（イタリア語: Accademia Filarmonica di Bologna）は、イタリアのボローニャにある音楽機関。
1666年にヴィンツェンツォ・マリア・カッラーティにより音楽家の団体として創設され、1721年の段階で会員は300人を超えていた。著名な会員として、ジョヴァンニ・パオロ・コロンナ（創設メンバーの一人でもある）、ジャコモ・アントニオ・ペルティ、アルカンジェロ・コレッリ、ジョヴァンニ・マルティーニ、ファリネッリ、アンドレ＝エルネスト＝モデスト・グレトリ、マクシム・ベレゾフスキー、ヨゼフ・ミスリヴェチェクなどがおり、1770年にはヴォルフガング・アマデウス・モーツァルトが入会を認められた。
19世紀から20世紀にかけてはジョアキーノ・ロッシーニ、ジュゼッペ・ヴェルディ、アッリーゴ・ボーイト、ジャコモ・プッチーニ、リヒャルト・ワーグナー、ジュール・マスネ、カミーユ・サン＝サーンス、ジョン・フィールド、ヨハネス・ブラームス、フランツ・リスト、アントン・ルビンシテイン、フェルッチョ・ブゾーニ、オットリーノ・レスピーギらが会員であった。
1804年、アカデミーのもとに音楽学校が創設された。またマルティーニの没後、その蔵書をもとに図書館が設立されたが、1959年には音楽博物館も併設された。現在アカデミア・フィラルモニカはコンサート、講演会、展示会などの活動を行っている。